# Nate Hochman
 (juin 2025).
Nate Hochman est un journaliste et conseiller politique américain d'idéologie nationale-conservatrice. Ancien rédacteur pour le magazine National Review, il travaille comme rédacteur de discours pour la campagne présidentielle de Ron DeSantis en 2023 avant d'être licencié après avoir partagé une vidéo contenant un symbole nazi. Depuis février 2025, il occupe le poste d'assistant du sénateur républicain du Missouri Eric Schmitt. Ses écrits dans des publications d'extrême droite embrassent la théorie du grand remplacement et développent des thèses critiques envers la démocratie.

## Carrière
Il écrit pour le magazine conservateur National Review, qu'il quitte en mars 2023 pour rejoindre l'équipe de campagne du gouverneur de Floride Ron DeSantis en tant que rédacteur de discours,,.
En juillet 2023, Nate Hochman est licencié de la campagne présidentielle de Ron DeSantis après avoir partagé sur les réseaux sociaux une vidéo qu'il a créée, montrant le gouverneur de Floride superposé sur un soleil noir, un symbole nazi,,. Hochman affirme avoir immédiatement retiré la vidéo et alerté ses supérieurs dès qu'il a compris la signification du symbole, et nie avoir créé cette vidéo.
En septembre 2024, Hochman devient conseiller pour America 2100, un think tank conservateur fondé par Michael Needham (en), ancien chef de cabinet du sénateur républicain Marco Rubio. Dans ce cadre, il réalise plusieurs vidéos à Charleroi en Pennsylvanie, une ville ayant accueilli une communauté d'immigrants haïtiens, dans le but de diffuser un message anti-immigration. Ces vidéos, relayées notamment par Elon Musk sur X, ne présentent que des témoignages de résidents blancs critiquant la présence des nouveaux arrivants, malgré les déclarations du gestionnaire municipal soulignant les bénéfices économiques apportés par cette immigration.
Parallèlement, Hochman publie des essais dans des publications d'extrême droite comme IM-1776.
Depuis février 2025, il est employé comme assistant du sénateur républicain du Missouri Eric Schmitt.

## Idéologie
Nate Hochman est d'idéologie nationale-conservatrice, et développe des thèses critiques envers la démocratie. Ses écrits dans des publications d'extrême droite embrassent la théorie du grand remplacement et prônent une stratégie électorale républicaine axée sur l'électorat blanc. Il défend la nouvelle droite américaine et le militant politique Christopher Rufo (en).
En 2022, lors d'un échange avec le nationaliste blanc Nick Fuentes sur Twitter, il fait l'éloge de son influence et approuve ses propos misogynes affirmant que les femmes « ne devraient avoir aucune autorité » et « n'ont rien à faire en politique ». Interrogé à ce sujet en 2023, il reconnaît avoir tenu des « propos vraiment stupides » sans pour autant présenter d'excuses,,.
Dans un article publié dans The American Conservative, il livre un témoignage critique sur la campagne de Ron DeSantis et dénonce des tentatives « extrêmes et désordonnées » de substituer l'idéologie à l'authenticité, ainsi que l'incapacité de l'équipe à comprendre les véritables ressorts de l'électorat républicain face à Donald Trump.